# Shake 'Em On Down
Shake 'Em On Down è un brano musicale blues composto ed eseguito dal bluesman statunitense Bukka White. La canzone fu da lui incisa a Chicago nel 1937 circa all'inizio del suo periodo di incarcerazione presso il penitenziario dello stato del Mississippi.
Fu la prima incisione con il produttore Lester Melrose e resta uno dei suoi brani più celebri. Il pezzo è stato reinterpretato da molti artisti blues e non, spesso con significative variazioni di testo e musica.

## Il brano
Dopo vari tentativi di registrare nei primi anni trenta con la Victor Records e la Okeh Records, Bukka White fu notato dal produttore discografico della Vocalion Records Lester Melrose. Melrose organizzò per White una seduta di registrazione per incidere un singolo a Chicago nel 1937, ma White fu arrestato e messo in carcere a causa di una sparatoria e venne condannato a due anni di reclusione da scontarsi nel penitenziario di Stato del Mississippi, detto "Parchman Farm". Tuttavia, White fece in tempo a registrare due canzoni, Shake 'Em On Down e Pinebluff, Arkansas, prima di iniziare a scontare la pena.

### Registrazione
Shake 'Em On Down venne incisa il 2 settembre 1937, con White a voce e chitarra, oltre a un secondo chitarrista non identificato. La canzone è un blues in 12 misure in tempo moderato 4/4 in chiave di Mi.
Baby 'fore day we gonna shake 'em on down
Hey done stopped hollerin', oh, must I shake 'em on down
I done stopped hollerin' now, must I shake 'em on down»
La frase "shake 'em on down" potrebbe avere avuto origine dall'affermazione di White di aver estorto denaro ai vagabondi quando viaggiava sui treni merci nei primi anni trenta.
Il brano divenne un successo e lo storico del blues Ted Gioia fece notare come il singolo "fruttò a White lo status di celebrità in carcere". Prima del suo arrivo nel penitenziario, i detenuti e persino le guardie contribuirono economicamente con una colletta per comprargli una chitarra. Inoltre, egli veniva esentato di frequente dai lavori più pesanti e, di sera, gli era consentito esercitarsi allo strumento. Spesso si esibiva in carcere, e una volta suonò anche per il governatore del Mississippi, quando questi si recò in visita a Parchman.
Grazie alla notorietà di Shake 'Em On Down, quando White uscì di prigione, fu in grado di riprendere la sua carriera di musicista con Melrose alla Vocalion, nonostante l'assenza "forzata" di due anni che lo aveva tenuto lontano dal pubblico.

## Cover
Shake 'Em On Down è stata reinterpretata da molti musicisti blues. Alcuni utilizzarono il titolo originale di White o una sua variazione, come Ride 'Em On Down, Break 'Em On Down, o Truck 'Em On Down. Big Bill Broonzy registrò una versione molto simile del pezzo nel 1938, che divenne più celebre dell'originale. Altre versioni successive sono di Tommy McClennan, Big Joe Williams,, Robert Petway ed Ernest "Buddy" Lewis. Doctor Ross incise la canzone per Sam Phillips nel 1952, ma la sua versione fu pubblicata solo molti anni dopo. Eddie Taylor registrò una versione di Ride 'Em On Down nel 1955. Mississippi Fred McDowell ne incise numerose versioni, utilizzando sia la chitarra slide acustica sia quella elettrica, inclusa una inserita nell'album Live in New York del 1972.
A partire dalla metà degli anni sessanta, la canzone è stata reinterpretata anche da artisti di musica rock. Il gruppo britannico Savoy Brown registrò una versione della canzone per l'album di debutto Shake Down del 1967. Il brano Hats Off to (Roy) Harper dei Led Zeppelin (1970) utilizza un testo simile:
Put in your nightshirt Mama we gonna shake 'em down yeah, yeah?
Must I holler
Must I, must I, must I shake 'em on down?
Well I've been mistreated babe
I believe I'll shake 'em on down»
E un testo simile appare anche nella loro canzone Custard Pie (1975):
You know by night I'm gonna shake 'em down
Put on your night shirt mama, and your morning gown
Well, you know by night I'm gonna shake 'em down»
I Black Crowes registrarono una versione dal vivo del pezzo, che fu inclusa nell'edizione giapponese dell'album The Southern Harmony and Musical Companion (1992). Ispirandosi alla versione di Eddie Taylor del 1955, i Rolling Stones hanno adattato il brano per il loro album di cover blues, Blue & Lonesome del 2016, ed hanno pubblicato la loro reinterpretazione come terzo ed ultimo singolo estratto dall'album.